# Enrico Crescenzi
Enrico Crescenzi (Roma, Italia, 28 de octubre de 1993) es un futbolista italiano. Juega de Mediocampista y su actual equipo es el Frosinone Calcio de la Serie A de Italia.

## Clubes
| Club             | País   | Año             |
| ---------------- | ------ | --------------- |
| Frosinone Calcio | Italia | 2012 - 2013     |
| FC Aprilia       | Italia | 2014            |
| Frosinone Calcio | Italia | 2014 - Presente |